# Phare du Golfe Nuevo
Le phare d Golfe Nuevo (en espagnol : Faro Golfo Nuevo) est un phare inactif situé au centre du Golfe Nuevo (Département de Biedma), dans la Province de Chubut en Argentine.
Il était géré par le Servicio de Hidrografía Naval (SHN) de la marine .

## Histoire
Le phare a été mis en service le 6 juin 1917 au nord de la ville de Puerto Madryn. Il a été désactivé en 1990.

## Description
Ce phare  est une tour métallique pyramidal à claire-voie, avec une galerie et une lanterne de 14,5 m de haut. La tour est peinte en blanc et la lanterne est rouge. 
Identifiant : ARLHS : ARG-038 . 
|                            |
| Localisation : Golfe Nuevo |

### Lien connexe
- Liste des phares d'Argentine